# Кюн-Чыгышский аильный округ
Кюн-Чыгышский аильный округ (аймак) — административная единица в Тонском районе Иссык-Кульской области Кыргызстана.
Код COATE — 41702 225 810 00 0

## Население
По данным переписи 2022 года, в аильном округе проживало 14 573 человек.

## Известные уроженцы
- Тенти Жунушбаевна Адышева — киргизский политический и государственный деятель, народная поэтесса Киргизской ССР (1980).
- Суюмкан Кожобекова — чабан колхоза имени Ленина Тонского района Иссык-Кульской области, Киргизская ССР. Герой Социалистического Труда (1957). Депутат Верховного Совета Киргизской ССР.
- Умуткер Калыевна Рысмамбетова — врач-акушер-гинеколог, заведующая отделением районной больницы Тонского района Киргизской ССР. Герой Социалистического Труда (1969). Депутат Верховного Совета СССР 8-го созыва.

## Административное деление
В состав Кюн-Чыгышского аильного округа ныне входят населённые пункты:
- Боконбаево
- Арлачы

## Галерея

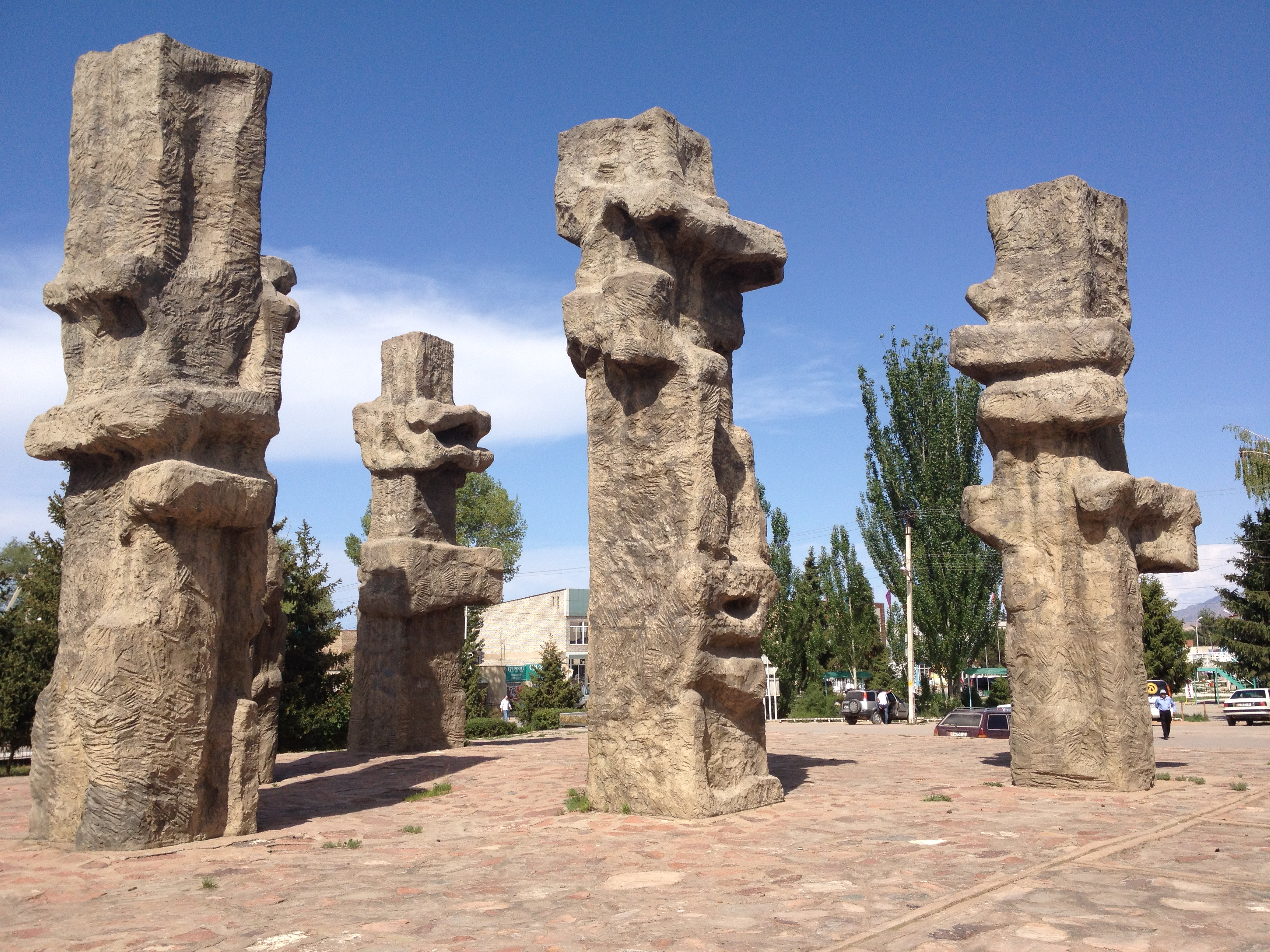
Каменные памятники в селе Боконбаево
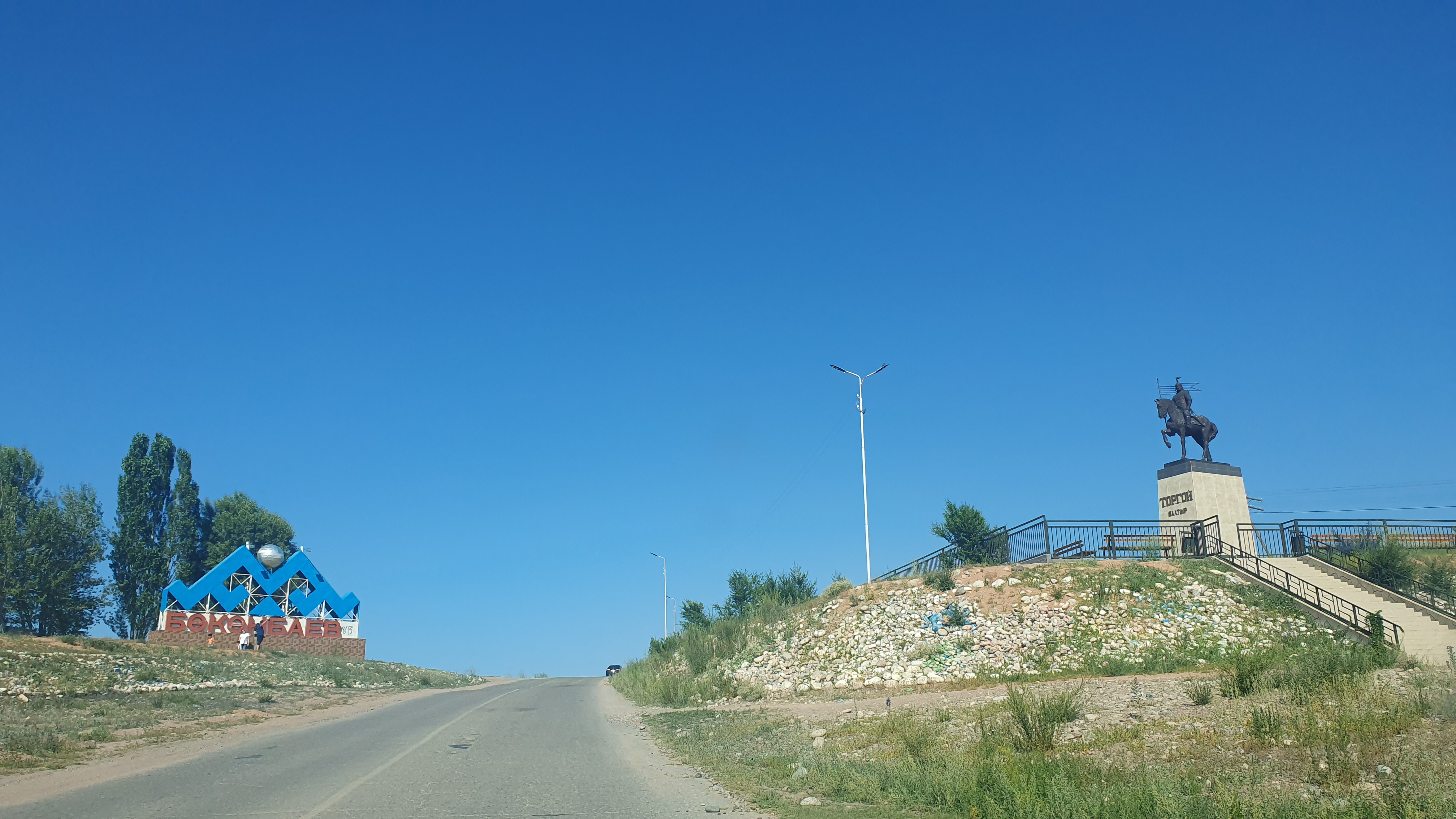
Въезд в село Боконбаево

## Примечание
1. ↑  Государственный классификатор система обозначений объектов административно-территориальных и территориальных единиц Кыргызской республики. Архивная копия от 18 марта 2018 на Wayback Machine — Бишкек: Национальный статистический комитет Кыргызской республики, 2017.
2. ↑  Численность населения областей, районов, городов, поселков городского типа, айылных аймаков и айылов (сел) Кыргызской Республики Архивная копия от 10 ноября 2021 на Wayback Machine (на 2022 год).